# Evippomma simoni
Evippomma simoni är en spindelart som beskrevs av Mark Alderweireldt 1992. Evippomma simoni ingår i släktet Evippomma och familjen vargspindlar. Inga underarter finns listade i Catalogue of Life.